# Kanton Le Châtelet
Kanton Le Châtelet (francouzsky Canton du Châtelet) je francouzský kanton v departementu Cher v regionu Centre-Val de Loire. Tvoří ho sedm obcí.

## Obce kantonu
- Ardenais
- Le Châtelet
- Ids-Saint-Roch
- Maisonnais
- Morlac
- Rezay
- Saint-Pierre-les-Bois